# Dekanat kobryński
Dekanat kobryński – jeden z dziewięciu dekanatów wchodzących w skład eparchii brzeskiej i kobryńskiej Egzarchatu Białoruskiego Patriarchatu Moskiewskiego.

## Parafie w dekanacie
- Parafia Podwyższenia Krzyża Pańskiego w Berezie
  - Cerkiew Podwyższenia Krzyża Pańskiego w Berezie
  - Kaplica św. Proroka Eliasza w Berezie
- Parafia św. Proroka Eliasza w Bielsku
  - Cerkiew św. Proroka Eliasza w Bielsku
- Parafia św. Paraskiewy Serbskiej w Błotach
  - Cerkiew św. Paraskiewy Serbskiej w Błotach
- Parafia św. Michała Archanioła w Borodziczach
  - Cerkiew św. Michała Archanioła w Borodziczach
- Parafia Opieki Matki Bożej w Buchowiczach
  - Cerkiew Opieki Matki Bożej w Buchowiczach
- Parafia św. Jana Chrzciciela w Chidrach
  - Cerkiew św. Jana Chrzciciela w Chidrach
- Parafia Opieki Matki Bożej w Chobowiczach
  - Cerkiew Opieki Matki Bożej w Chobowiczach
- Parafia św. Jana Teologa w Czerwaczycach
  - Cerkiew św. Jana Teologa w Czerwaczycach
- Parafia Narodzenia Najświętszej Maryi Panny w Dywinie
  - Cerkiew Narodzenia Najświętszej Maryi Panny w Dywinie
- Parafia św. Paraskiewy Piątnicy w Dywinie
  - Cerkiew św. Paraskiewy Piątnicy w Dywinie
- Parafia św. Jana Kormiańskiego w Hliniankach
  - Cerkiew św. Jana Kormiańskiego w Hliniankach
- Parafia Wniebowstąpienia Pańskiego w Horodcu
  - Cerkiew Wniebowstąpienia Pańskiego w Horodcu
- Parafia św. Dymitra z Rostowa w Horodcu
  - Cerkiew św. Dymitra z Rostowa w Horodcu
- Parafia św. Michała Archanioła w Jeremiczach
  - Cerkiew św. Michała Archanioła w Jeremiczach
- Parafia Ikony Matki Bożej „Niewyczerpany Kielich” w Kamieniu
  - Cerkiew Ikony Matki Bożej „Niewyczerpany Kielich” w Kamieniu
- Parafia św. Jana Teologa w Kisielowcach
  - Cerkiew św. Jana Teologa w Kisielowcach
- Parafia Narodzenia Pańskiego w Kobryniu
  - Cerkiew Narodzenia Pańskiego w Kobryniu
- Parafia św. Aleksandra Newskiego w Kobryniu
  - Sobór św. Aleksandra Newskiego w Kobryniu
- Parafia św. Jerzego Zwycięzcy w Kobryniu
  - Cerkiew św. Jerzego Zwycięzcy w Kobryniu
- Parafia św. Mikołaja Cudotwórcy w Kobryniu
  - Cerkiew św. Mikołaja Cudotwórcy w Kobryniu
- Parafia Świętych Apostołów Piotra i Pawła w Kobryniu
  - Cerkiew Świętych Apostołów Piotra i Pawła w Kobryniu
- Parafia Wprowadzenia Najświętszej Maryi Panny do Świątyni w Kobryniu
  - Cerkiew Wprowadzenia Najświętszej Maryi Panny do Świątyni w Kobryniu
- Parafia św. Jana Teologa w Korczycach
  - Cerkiew św. Jana Teologa w Korczycach
- Parafia Świętej Trójcy w Koziszczach
  - Cerkiew Świętej Trójcy w Koziszczach
- Parafia św. Dymitra Sołuńskiego w Lelikowie
  - Cerkiew św. Dymitra Sołuńskiego w Lelikowie
- Parafia św. Łukasza Ewangelisty w Łuce
  - Cerkiew św. Łukasza Ewangelisty w Łuce
  - Cerkiew Ikony Matki Bożej „Zważ na Mą Pokorę” w Zaprudach
  - Kaplica Objawienia Pańskiego w Zaprudach
- Parafia św. Michała Archanioła w Nowosiółkach
  - Cerkiew św. Michała Archanioła w Nowosiółkach
- Parafia Opieki Matki Bożej w Okciabrze
  - Cerkiew Opieki Matki Bożej w Okciabrze
- Parafia św. Serafina z Sarowa w Orzechowskim
  - Cerkiew św. Serafina z Sarowa w Orzechowskim
- Parafia Opieki Matki Bożej w Osie
  - Cerkiew Opieki Matki Bożej w Osie
- Parafia Ikony Matki Bożej „Wybawicielka” w Piaskach
  - Cerkiew Ikony Matki Bożej „Wybawicielka” w Piaskach
- Parafia Narodzenia Najświętszej Maryi Panny w Powiciu
  - Cerkiew Narodzenia Najświętszej Maryi Panny w Powiciu
- Parafia św. Włodzimierza Wielkiego w Strzygowie
  - Cerkiew św. Włodzimierza Wielkiego w Strzygowie
- Parafia Zaśnięcia Najświętszej Maryi Panny w Tewlach
  - Cerkiew Zaśnięcia Najświętszej Maryi Panny w Tewlach
  - Kaplica św. Dymitra Sołuńskiego w Tewlach
- Parafia św. Mikołaja Cudotwórcy w Wierzcholesiu
  - Cerkiew św. Mikołaja Cudotwórcy w Wierzcholesiu
  - Kaplica św. Męczennicy Tatiany w Lachczycach

## Galeria

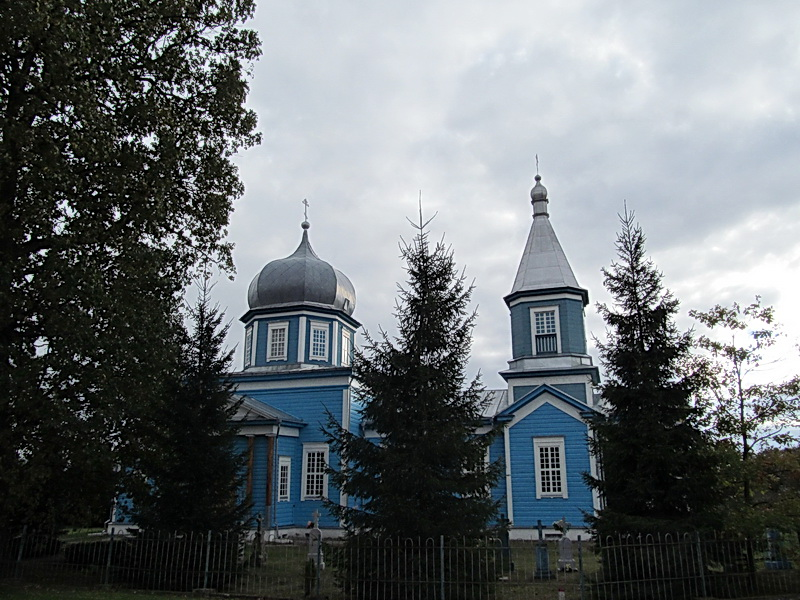
Cerkiew Podwyższenia Krzyża Pańskiego w Berezie
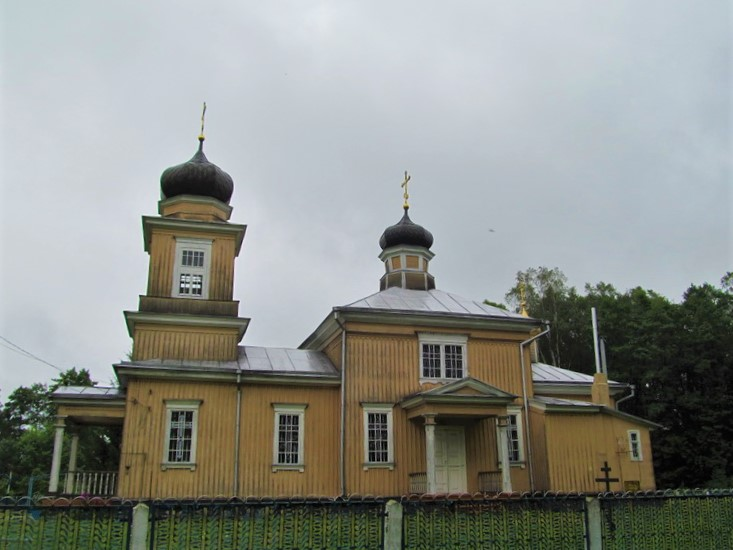
Cerkiew św. Paraskiewy Serbskiej w Błotach
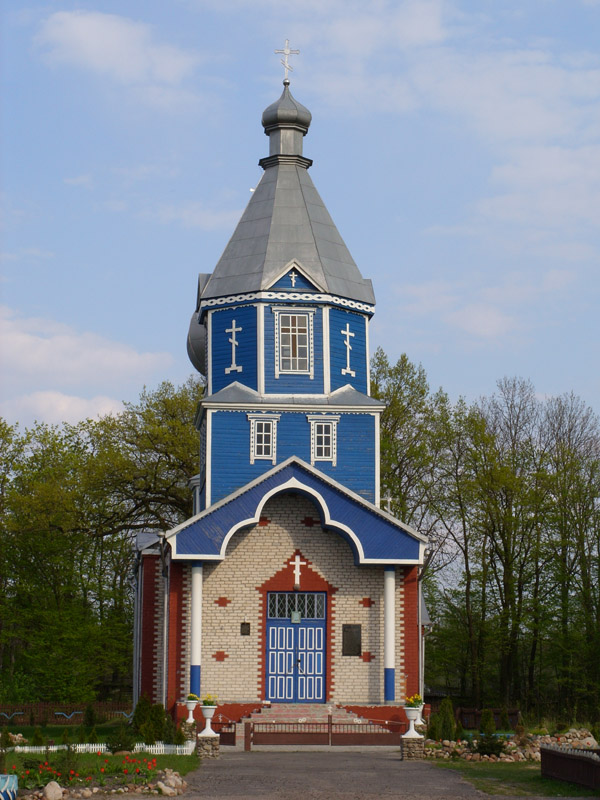
Cerkiew św. Michała Archanioła w Borodziczach
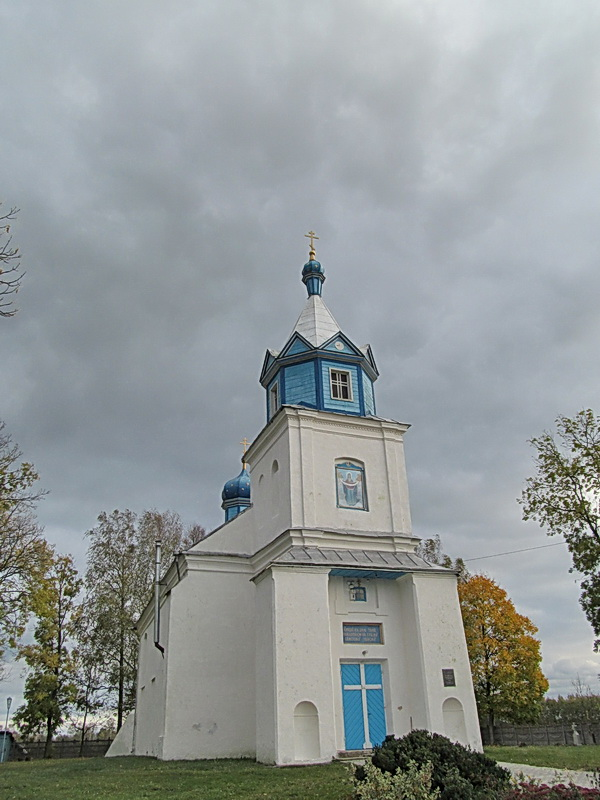
Cerkiew Opieki Matki Bożej w Buchowiczach
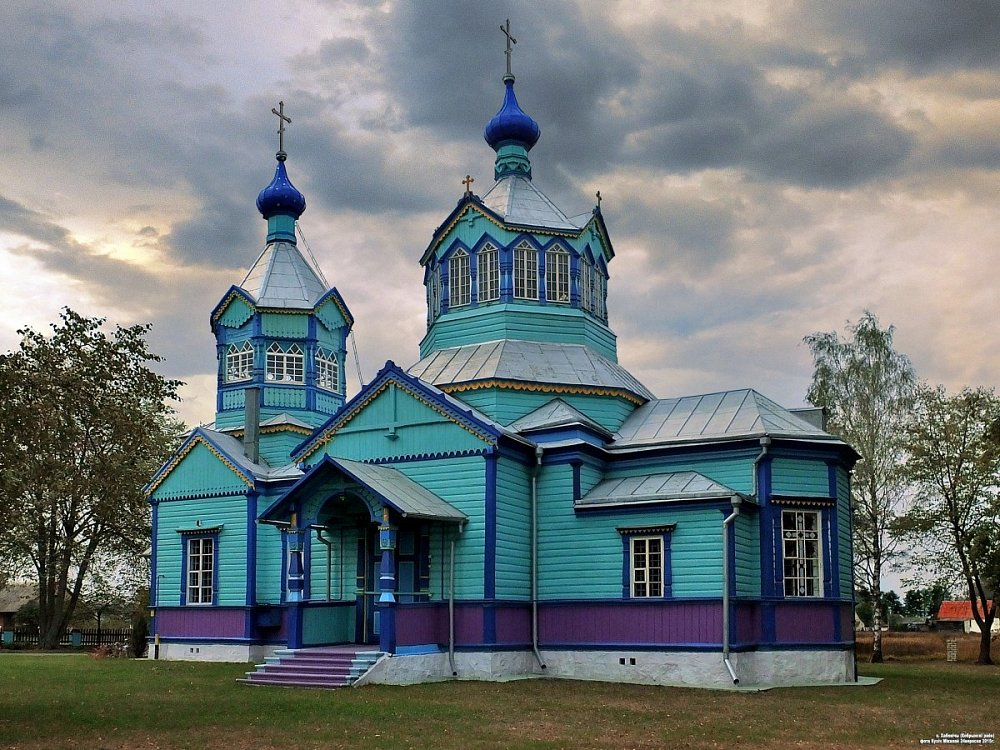
Cerkiew Opieki Matki Bożej w Chobowiczach
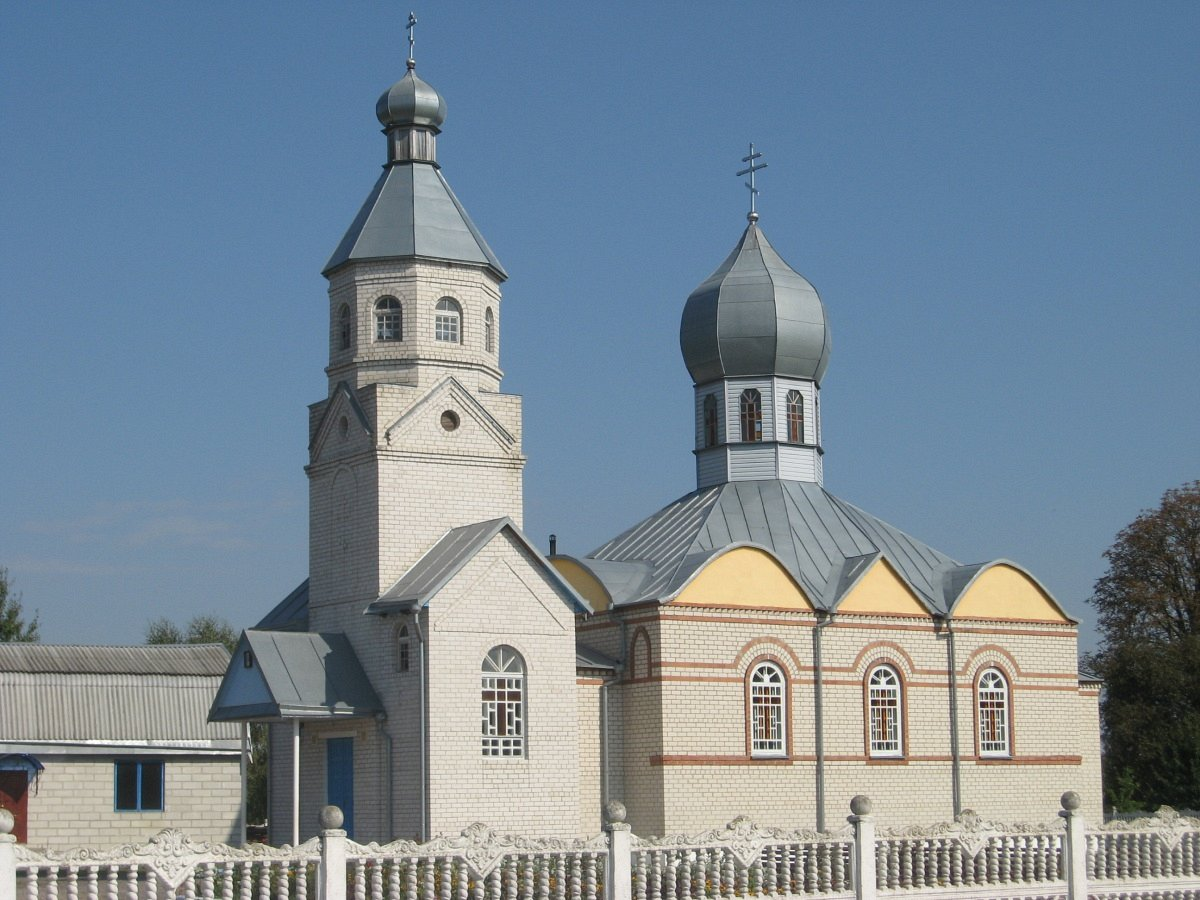
Cerkiew św. Jana Teologa w Czerwaczycach
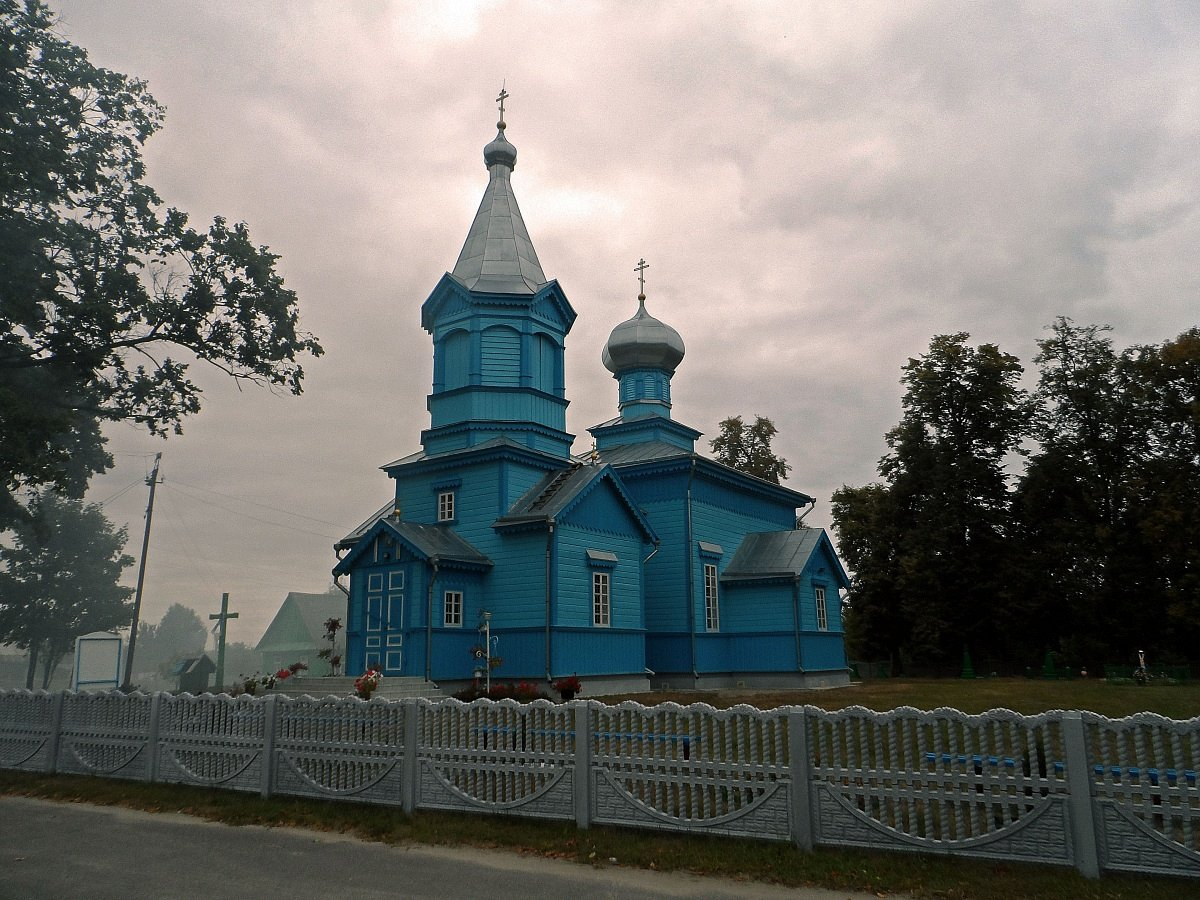
Cerkiew Narodzenia Najświętszej Maryi Panny w Dywinie
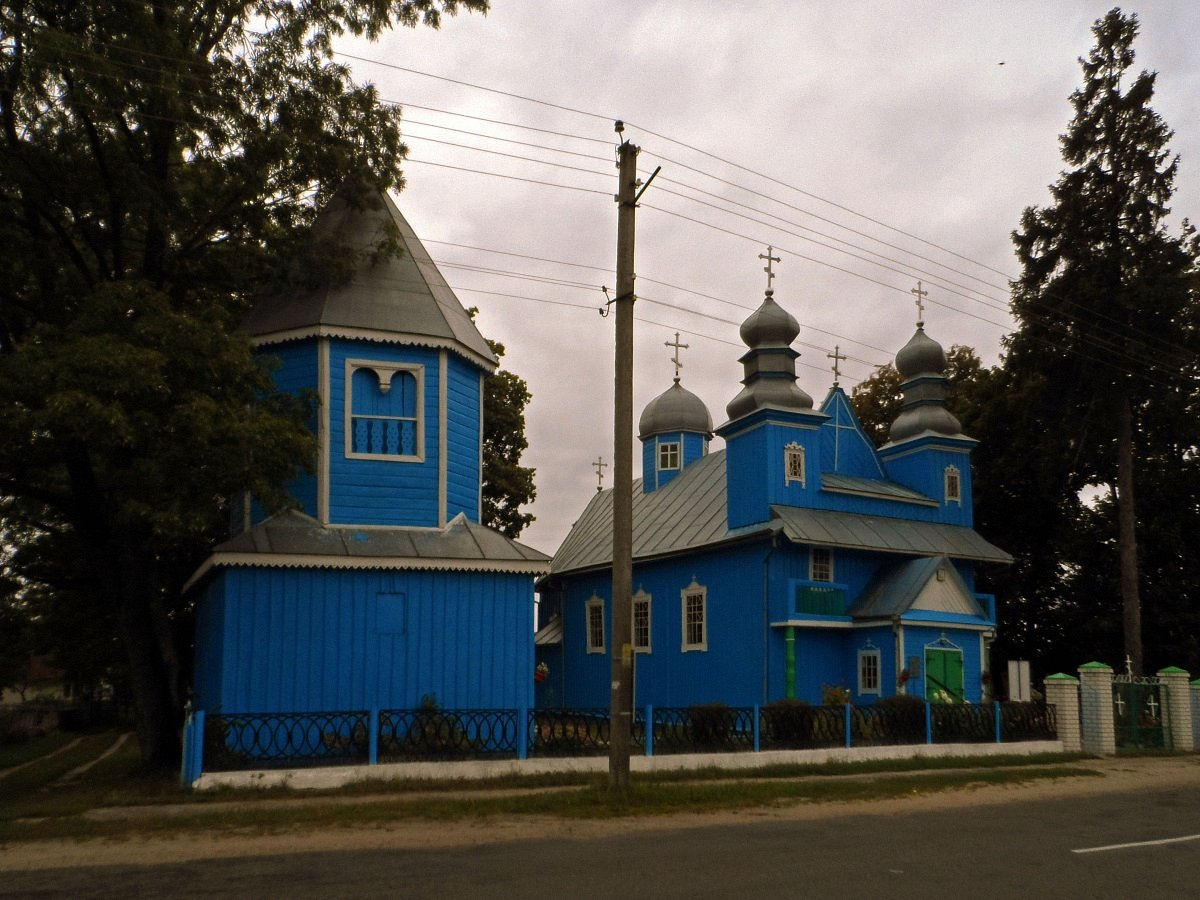
Cerkiew św. Paraskiewy Piątnickiej w Dywinie
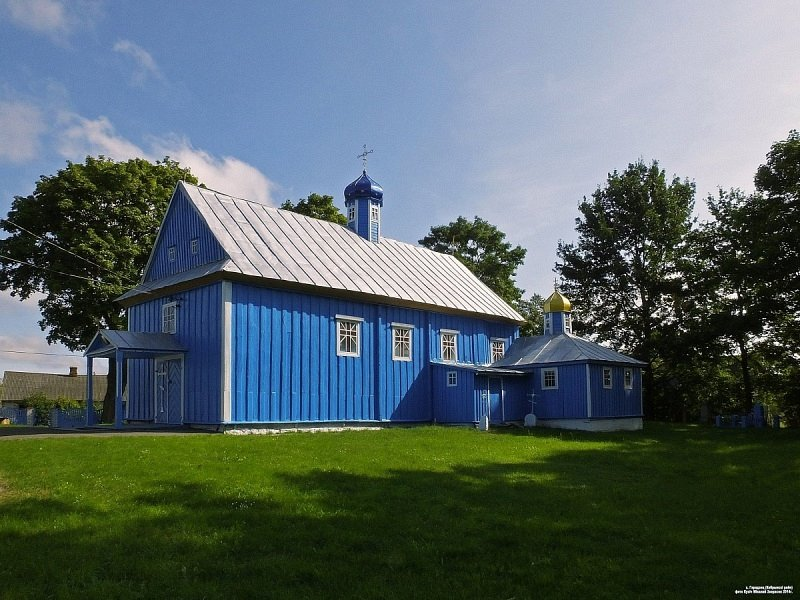
Cerkiew Wniebowstąpienia Pańskiego w Horodcu
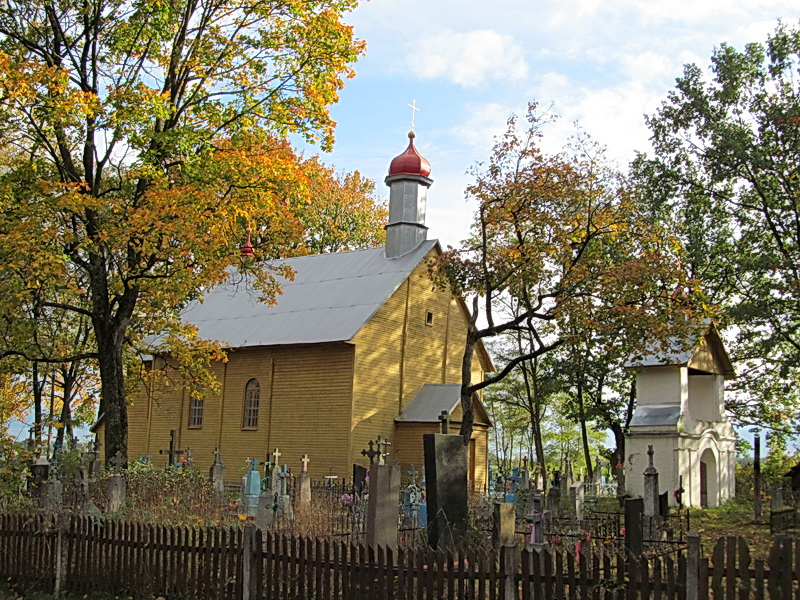
Cerkiew św. Michała Archanioła w Jeremiczach
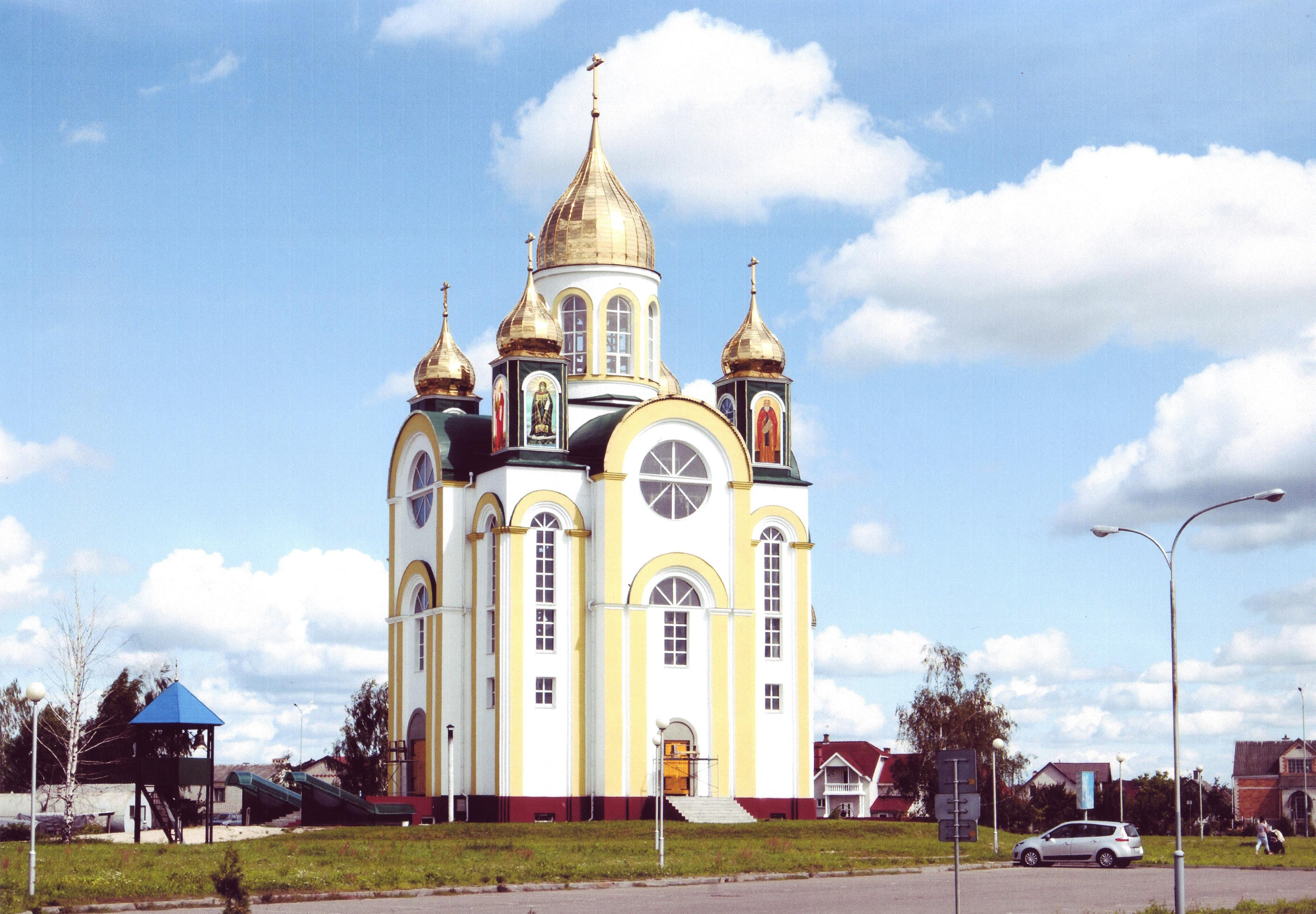
Cerkiew Narodzenia Pańskiego w Kobryniu
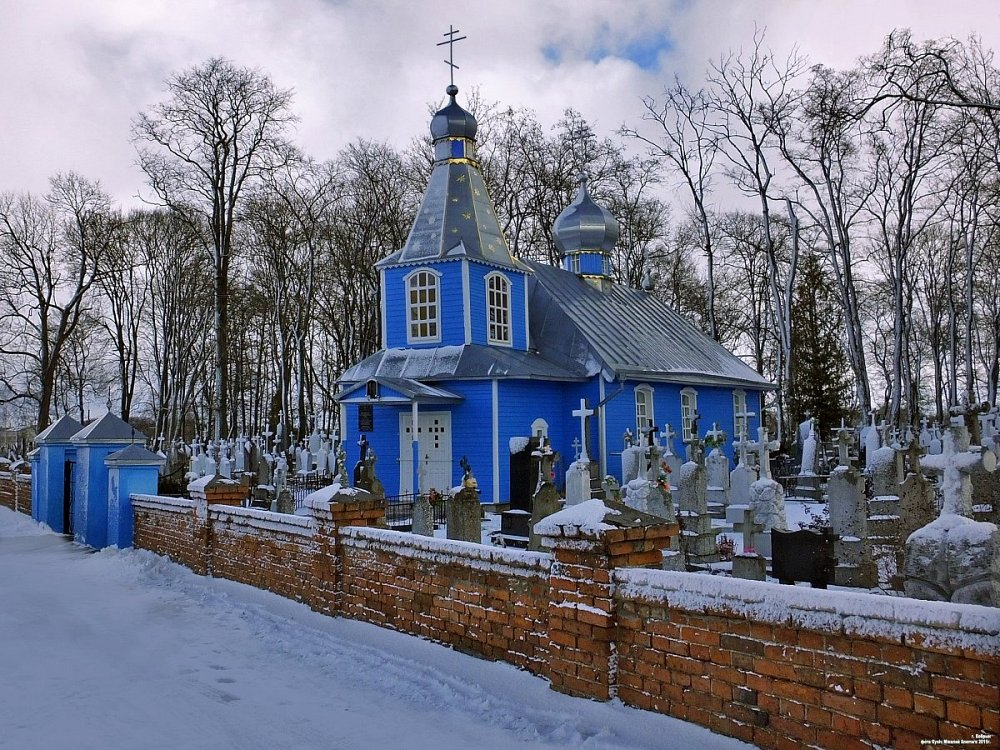
Cerkiew św. Jerzego Zwycięzcy w Kobryniu
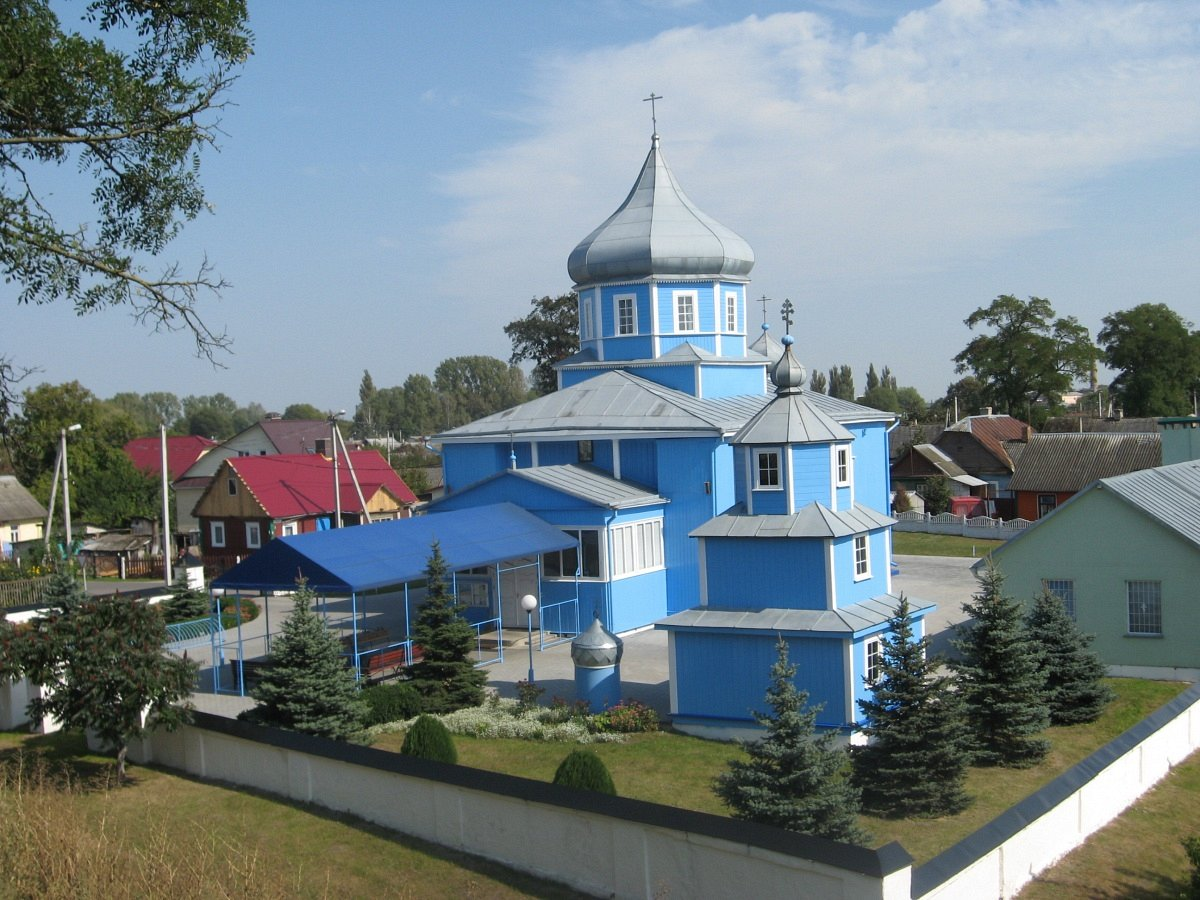
Cerkiew św. Mikołaja Cudotwórcy w Kobryniu
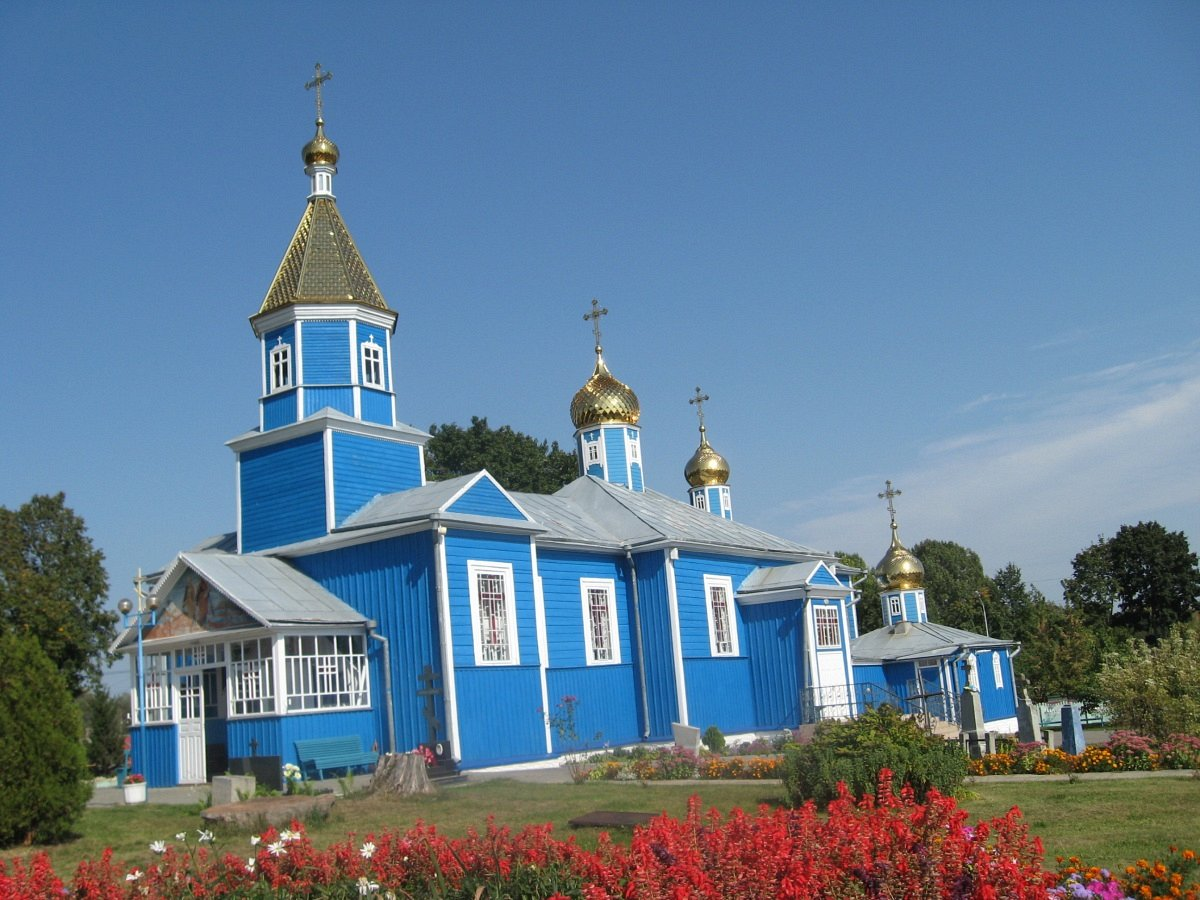
Cerkiew Świętych Piotra i Pawła w Kobryniu
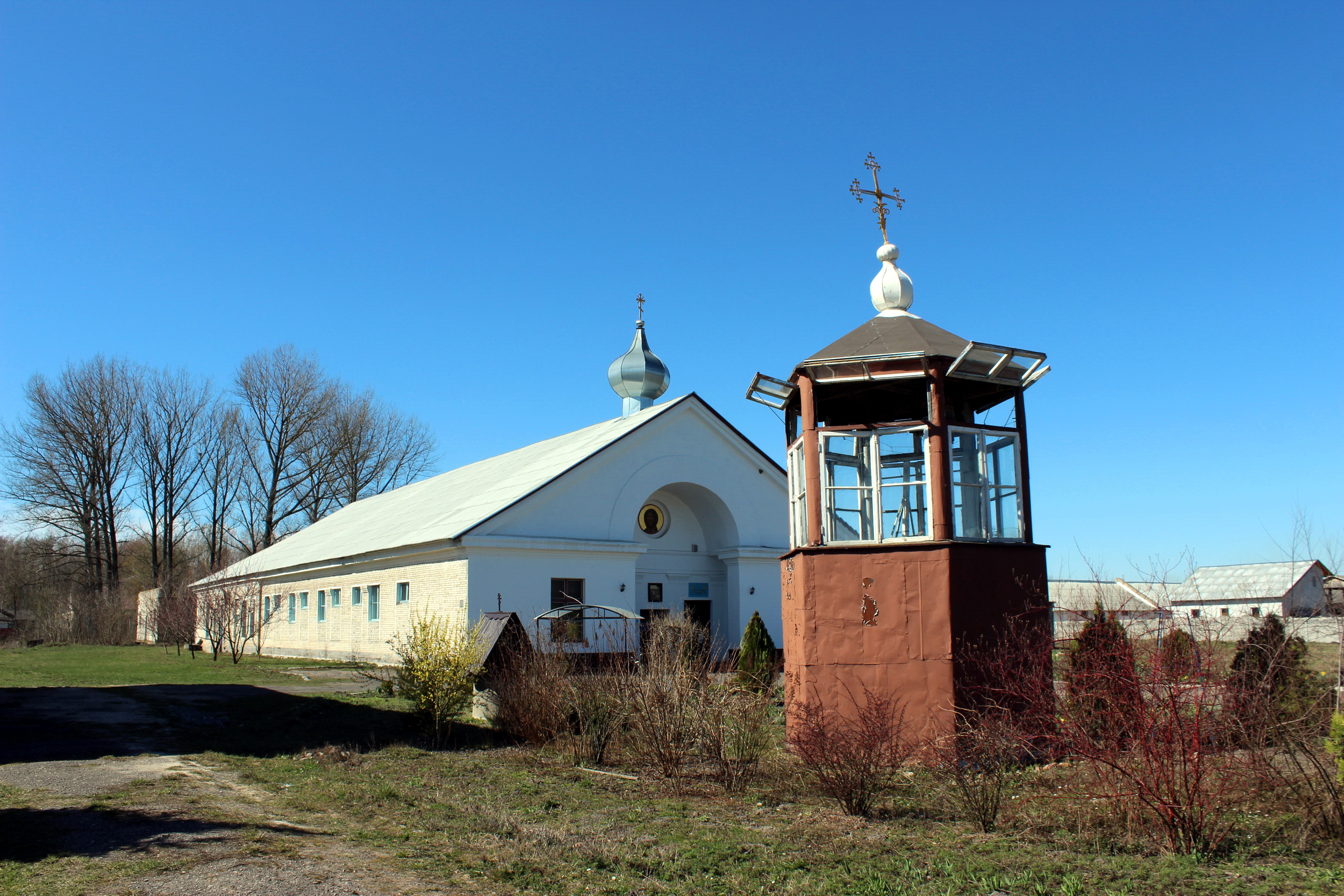
Cerkiew Wprowadzenia Najświętszej Maryi Panny do Świątyni w Kobryniu
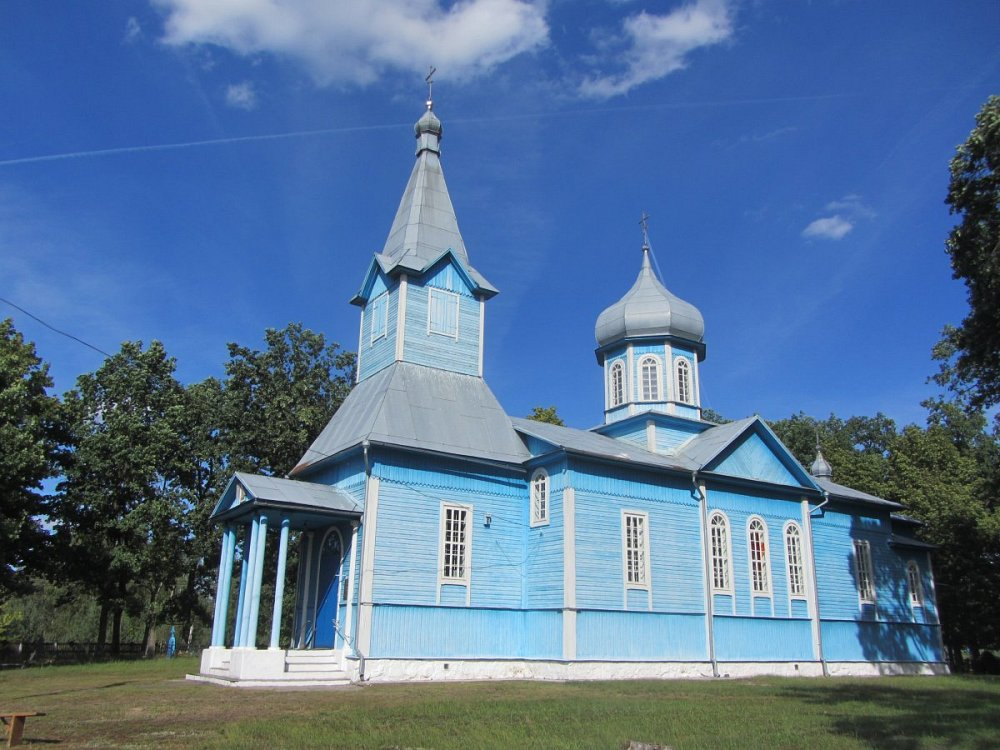
Cerkiew św. Trójcy w Koziszczach
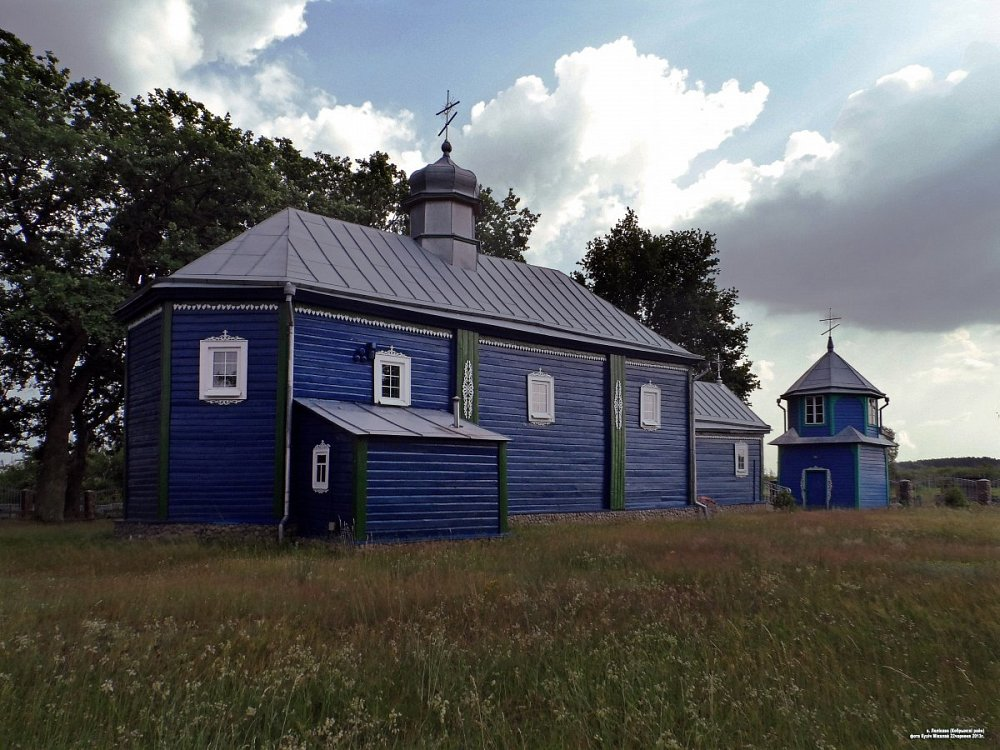
Cerkiew św. Dymitra Sołuńskiego w Lelikowie
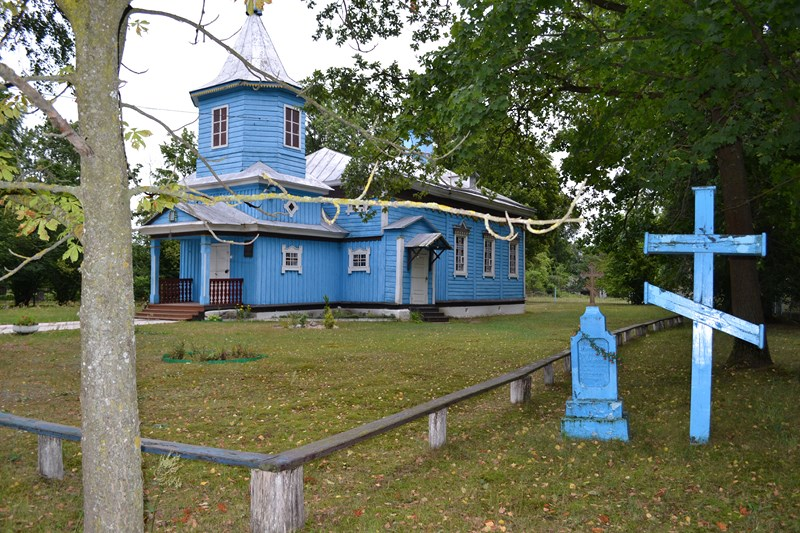
Cerkiew św. Michała Archanioła w Nowosiółkach
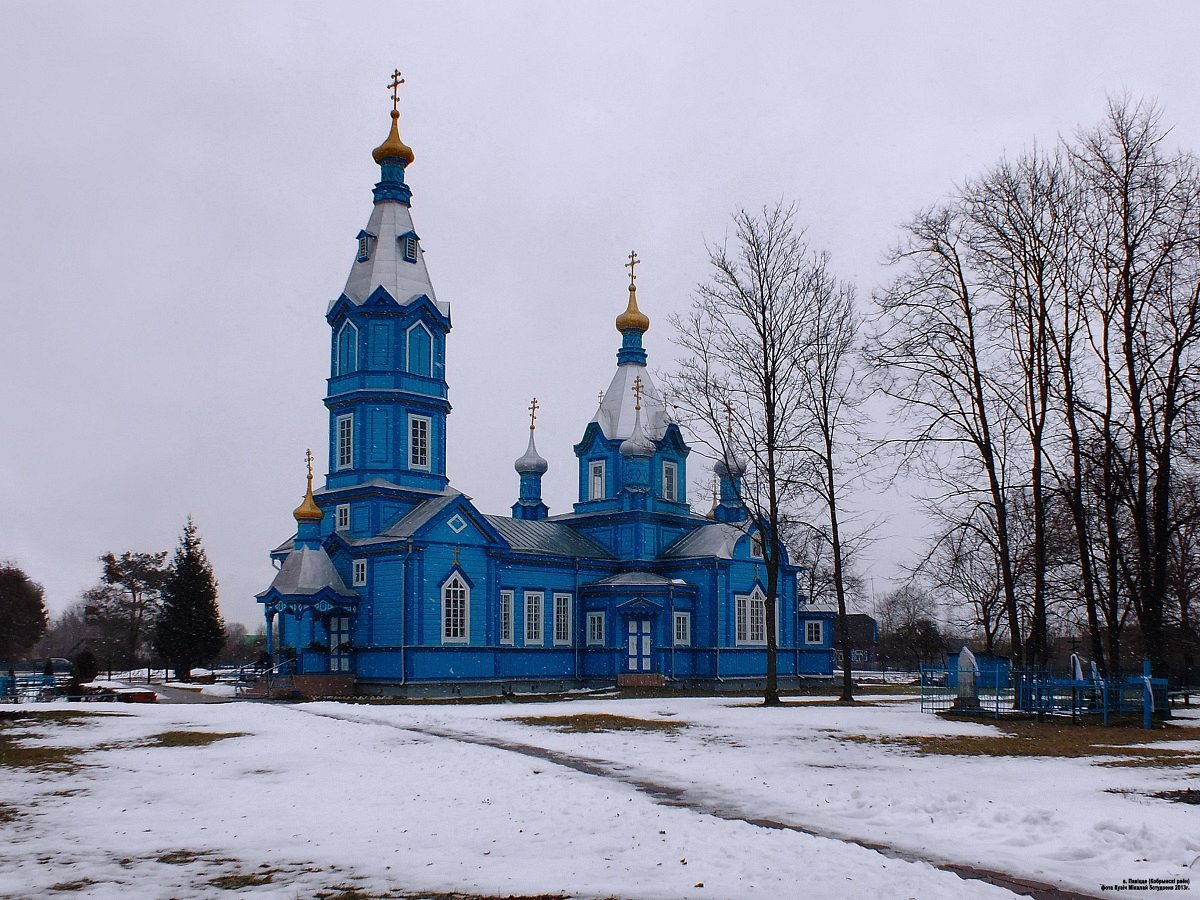
Cerkiew Narodzenia Najświętszej Maryi Panny w Powiciu
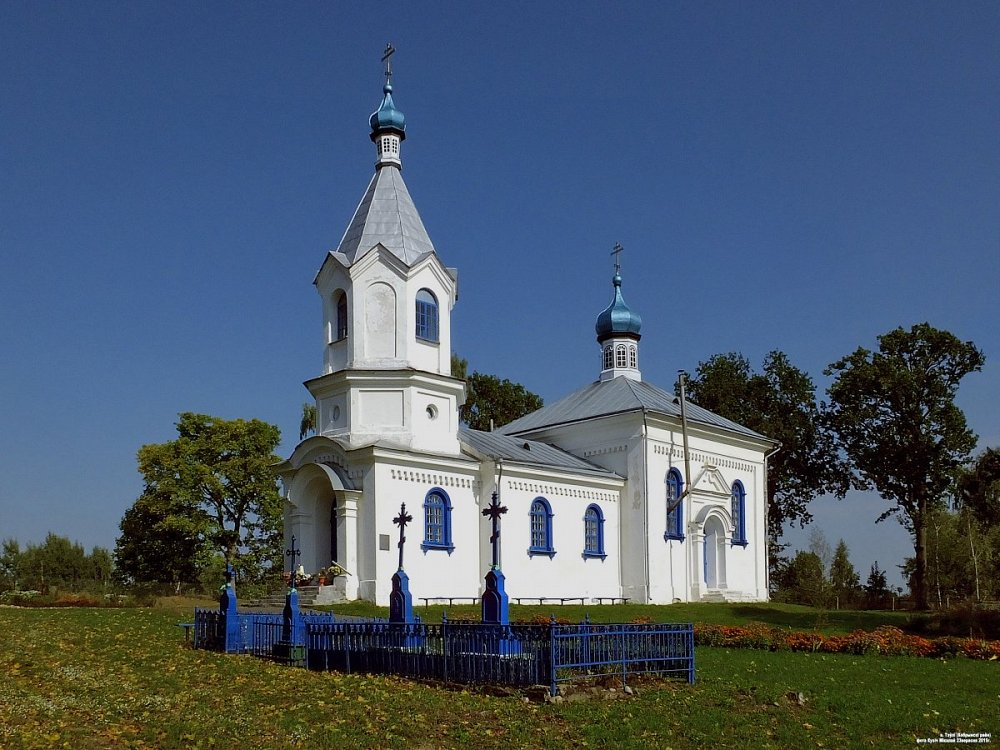
Cerkiew Zaśnięcia Najświętszej Maryi Panny w Tewlach
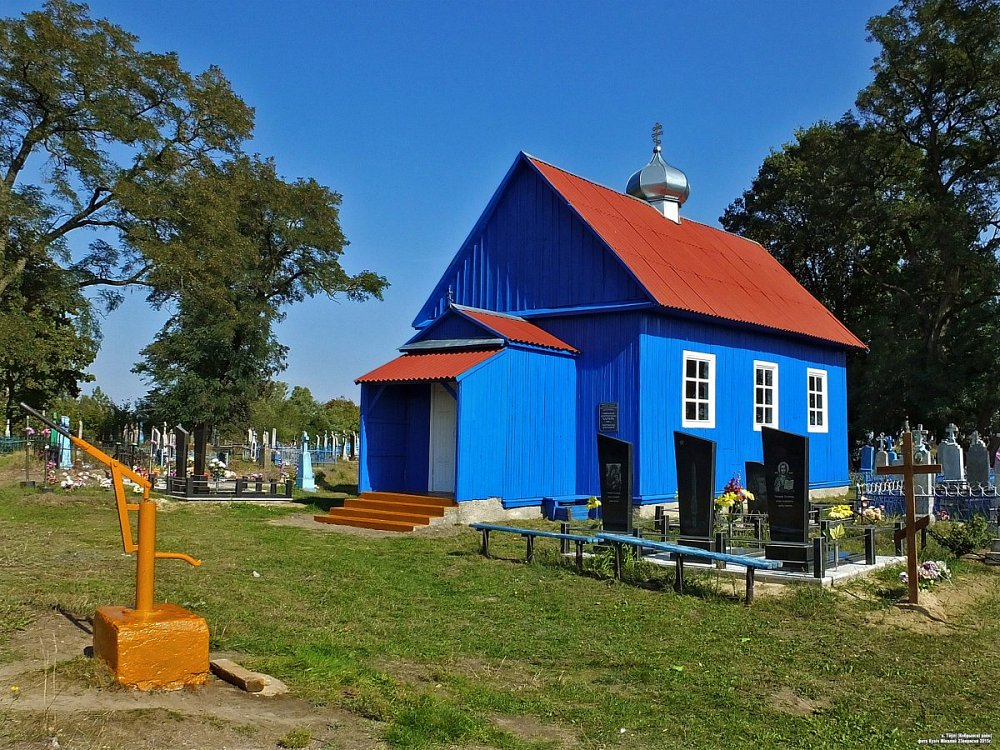
Kaplica św. Dymitra Sołuńskiego w Tewlach
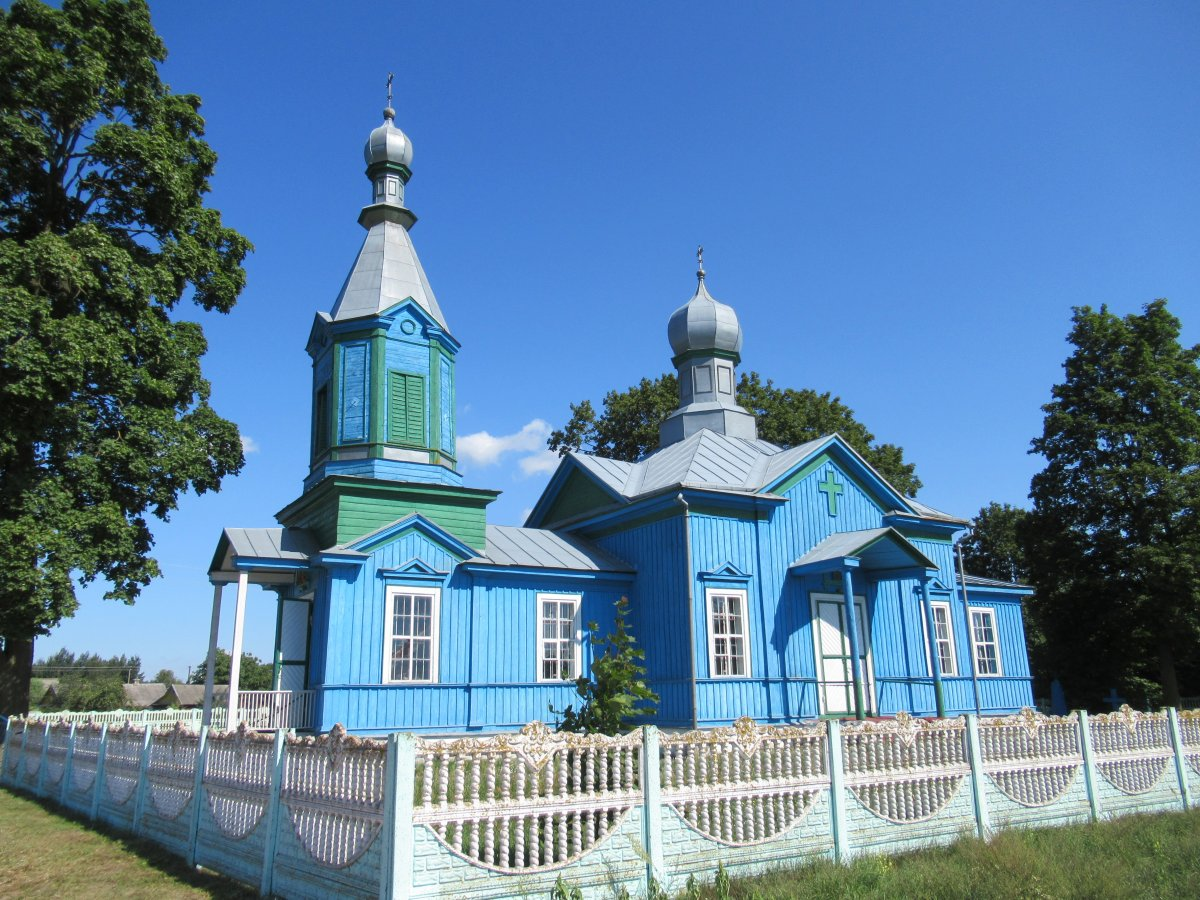
Cerkiew św. Mikołaja Cudotwórcy w Wierzcholesiu